# Robo (músico)
Julio Roberto Valverde Valencia (Cali, Colombia, 1955), más conocido como Robo, es un baterista de punk rock colombiano-estadounidense, destacado por sus participaciones en los grupos Black Flag y Misfits.

## Biografía
Robo tocó la batería en Black Flag desde 1978 hasta 1981, participando de esta manera en las grabaciones de los EP Jealous Again y Six Pack y en el álbum Damaged. En 1982 se unió a Misfits en reemplazo de Arthur Googy y tocó con la banda hasta 1983, poco antes de su separación. El baterista suele ser considerado a pesar de su corta participación como uno de los miembros de la alineación clásica de la banda de horror punk durante su primera etapa, junto a Glenn Danzig, Jerry Only y Doyle.
En 2003, Robo tocó la batería para Black Flag durante sus shows de reunión junto a Dez Cadena como cantante y guitarrista, Greg Ginn como guitarrista líder y C'el Revuelta en bajo. En 2005 se unió nuevamente a Misfits para su primera gira por los Estados Unidos en 2 años con Jerry Only en bajo y voz y Dez Cadena en guitarra.
A finales de 2009 abandona Misfits para pasar más tiempo con su familia en su país natal, Colombia.
Recientemente, en un documental sobre él, aseguraba que quería volver a Misfits si Jerry o Glenn lo llamaran para tocar.

## Discografía

### Black Flag
- Jealous Again (EP, SST Records, 1980)
- Six Pack (EP, SST Records, 1981)
- "Louie Louie" (sencillo, Posh Boy Records, 1981)
- Damaged (SST Records, 1981)
- Everything Went Black (compilación, SST Records, 1983) – pistas seleccionadas
- The First Four Years (compilación, SST Records, 1983) – pistas seleccionadas
- Wasted...Again (compilación, SST Records, 1987) – pistas seleccionadas

Nota: Robo fue acreditado como el baterista en las primeras sesiones del EP Nervous Breakdown de Black Flag, pero no tocó en la grabación real.

### Misfits
- Earth A.D./Wolfs Blood (Plan 9 Records, 1983)
- "Die, Die My Darling" (sencillo, Plan 9 Records, 1984) – pistas seleccionadas
- Misfits (compilación, Plan 9/Caroline Records, 1986) – pistas seleccionadas
- Collection II (compilación, Caroline Records, 1995) – pistas seleccionadas
- The Misfits Box Set (Caroline Records, 1996) – pistas seleccionadas
- Cuts from the Crypt (compilación, Roadrunner Records, 2001) – en la canción "Rise Above"
- Land of the Dead (sencillo, Misfits Records, 2009)